# William Shatner's TekWar
William Shatner's TekWar è uno sparatutto in prima persona basato sulla serie TekWar, una serie di romanzi ideati da William Shatner e scritti da Ron Goulart, che ha dato il via anche ad una omonima serie televisiva e ad una collana di fumetti.

## Modalità di gioco
Tekwar è caratterizzato da un impianto di gioco a "hub" (i livelli sono connessi tra loro da una metropolitana), e dalla presenza di NPC, personaggi non giocanti come poliziotti e ostaggi, che reagiscono in maniera differente se mirati: le forze dell'ordine ordinano di fermarsi e di gettare l'arma, mentre i civili urlano terrorizzati.

## Codice sorgente
Nel 2006 è stato reso disponibile, da un ex programmatore di Capstone, il codice sorgente del gioco.